# Grand Prix de Xi'an de snooker
Le Grand Prix de Xi'an est un tournoi de snooker comptant pour le classement mondial dont la première édition a lieu en 2024 dans la ville chinoise du même nom, capitale de la province du Shaanxi. 

## Historique
Depuis le début des années 2000, le snooker mondial s'est fortement implanté en Asie, et notamment en Chine, où plusieurs tournois de classement ont été organisés et renouvelés chaque année. Néanmoins, la pandémie de coronavirus qui frappe le monde en 2020 conduit à l'annulation des compétitions de snooker chinoises, et même à la disparition de certaines. Depuis la saison 2023-2024, la fédération internationale de snooker tente de réinvestir la Chine en relançant d'anciennes épreuves autrefois disputées dans le pays, et en en créant de nouvelles. Le Grand Prix de Xi'an fait partie de ces nouvelles épreuves qui sont créées pour réimpulser la discipline sur le continent asiatique, avec l'Open de Wuhan notamment. 
L'édition inaugurale a lieu au début de la saison 2024-2025 de snooker. Kyren Wilson confirme son premier titre de champion du monde en remportant cette édition initiale.

## Vainqueurs
| Année                        | Vainqueur                    | Finaliste                    | Score                        | Saison                       |
| Grand Prix de Xi'an (classé) | Grand Prix de Xi'an (classé) | Grand Prix de Xi'an (classé) | Grand Prix de Xi'an (classé) | Grand Prix de Xi'an (classé) |
| ---------------------------- | ---------------------------- | ---------------------------- | ---------------------------- | ---------------------------- |
| 2024                         | Kyren Wilson                 | Judd Trump                   | 10-8                         | 2024-2025                    |

## Bilan par pays
| Pays       | Joueurs | Total | Premier titre | Dernier titre |
| ---------- | ------- | ----- | ------------- | ------------- |
| Angleterre | 1       | 1     | 2024          | 2024          |